# China-Russia Commercial Aircraft International Company
CRAIC (China-Russia Commercial Aircraft International Company) ist ein am 22. Mai 2017 gegründetes sino-russisches Flugzeugbauunternehmen. Das Gemeinschaftsunternehmen besteht aus der chinesischen COMAC (Commercial Aircraft Corporation of China) und der russischen UAC (United Aircraft Corporation). Beide Gesellschaften halten jeweils 50 % der Anteile.

## Flugzeuge

CRAIC C929

- CRAIC C929